# Superliga da Colômbia de Futebol de 2023
A Superliga da Colômbia de 2023 (oficialmente Superliga Betplay 2023, por questões contratuais de patrocínio) foi a décima segunda edição do torneio. Uma competição colombiana de futebol, organizada pela Divisão Maior do Futebol Colombiano (DIMAYOR) que reuniu as equipes campeãs dos Torneios Apertura e Finalización do Campeonato Colombiano do ano anterior. A competição foi decidida em dois jogos, disputados em 8 e 16 de fevereiro de 2023.

## Participantes
| Clube             | Cidade   | Classificação                                                   | Participação |
| ----------------- | -------- | --------------------------------------------------------------- | ------------ |
| Atlético Nacional | Medellín | Campeão do Torneo Apertura do Campeonato Colombiano de 2022     | 6ª           |
| Deportivo Pereira | Pereira  | Campeão do Torneo Finalización do Campeonato Colombiano de 2022 | 1ª           |

## Regulamento
Os times participantes disputaram um "mata-mata" pelo título da Superliga de 2023 em partidas de ida e volta. Em caso de empate em pontos ao final dos dois jogos, a definição do campeão seria no saldo de gols, e caso fosse necessário, na disputa por pênaltis.

## Partidas
| 8 de fevereiro de 2023 | Deportivo Pereira | 0 – 1  | Atlético Nacional | Pereira                                                |  |
| 20:00                  |                   | Súmula | 77' Román         | Estádio: Hernán Ramírez Villegas Árbitro: Andrés Rojas |  |

| 16 de fevereiro de 2023 | Atlético Nacional                                 | 4 – 3 (5 – 3 agr.) | Deportivo Pereira              | Medellín                                              |  |
| 20:00                   | Tomá Angel 60', 69' · Dorlan Pabón 84' (pen), 87' | Súmula             | 7', 34' Juan Pablo · 63' Arley | Estádio: Atanasio Girardot Árbitro: Bismarks Santiago |  |

## Premiação
| Superliga da Colômbia de 2023          |
| -------------------------------------- |
| Atlético Nacional Campeão (3.º título) |